# Jan Mittlöhner
Jan Mittlöhner (ur. 1902, zm. ?) – czechosłowacki żołnierz i narciarz.
Wystąpił na Zimowych Igrzyskach Olimpijskich 1924 w Chamonix w patrolu wojskowym. Z drużyną zajął 4. miejsce.